# Green Springs (Ohio)
Green Springs es una villa ubicada en el condado de Sandusky en el estado estadounidense de Ohio. En el Censo de 2010 tenía una población de 1368 habitantes y una densidad poblacional de 436,52 personas por km².

## Geografía
Green Springs se encuentra ubicada en las coordenadas 41°15′27″N 83°3′13″O / 41.25750, -83.05361. Según la Oficina del Censo de los Estados Unidos, Green Springs tiene una superficie total de 3.13 km², de la cual 3.13 km² corresponden a tierra firme y (0.25%) 0.01 km² es agua.

## Demografía
Según el censo de 2010, había 1368 personas residiendo en Green Springs. La densidad de población era de 436,52 hab./km². De los 1368 habitantes, Green Springs estaba compuesto por el 96.42% blancos, el 0.58% eran afroamericanos, el 0.66% eran amerindios, el 0.07% eran asiáticos, el 0% eran isleños del Pacífico, el 0.88% eran de otras razas y el 1.39% pertenecían a dos o más razas. Del total de la población el 8.41% eran hispanos o latinos de cualquier raza.